# Hôpital chinois de Montréal
L'hôpital chinois de Montréal (chinois : 满地可中华医院 Mǎndekě Zhōnghuá Yīyuàn) est un ancien hôpital, actuellement un centre d'hébergement de soins de longue durée (CHSLD), situé dans le quartier chinois de Montréal. 
Fondé pendant l'épidémie de grippe en 1918, c'était le seul hôpital de ce type au Canada. Bien qu'il ne soit plus un hôpital actif et qu'il ne dispose plus d'une salle d'urgence, le centre a conservé son nom historique ainsi que sa mission principale de servir la communauté sino-canadienne.

## Description
Il compte environ 210 employés pour 128 lits.